# Franz Kohlhaupt
Franz Kohlhaupt (* 20. Juni 1893 in Kipfenberg bei Eichstätt als Franz Josef Kohlhaupt; † 27. August 1972 in Oberstdorf) war ein deutscher Arzt und Alpinist.
Er gehörte zu den Teilnehmern der Deutsch-sowjetischen Alai-Pamir-Expedition von 1929 unter Leitung von Willi Rickmer Rickmers.
Am 29. August 1946 heiratete er in Sonthofen die Bergsteigerin, Botanikerin und Fotografin Paula Kohlhaupt, geborene Sendtner. Diese Ehe bestand bis zu seinem Tod.
Kohlhaupt gehörte zu den Teilnehmern am Empfang der deutschen Gelehrten in der Leningrader Akademie der Wissenschaften und war unter anderem an der Erkundung des Fedtschenko-Gletschers beteiligt. Schwer verletzt durch den Huftritt eines Pferdes ins Gesicht kam er nur knapp mit dem Leben davon.